# Estación Hospital São Paulo
La estación Hospital São Paulo es una estación de la Línea 5-Lila del Metro de São Paulo. Inaugurada el 28 de septiembre de 2018, es parte de la expansión de la línea hasta la estación Chácara Klabin de la Línea 2-Verde el 28 de septiembre de 2018. Facilitará el acceso a las dependencias de la Universidade Federal de São Paulo (Unifesp), así como al Hospital São Paulo.

## Tabla
| Sigla | Estación           | Inauguración             | Capacidad     | Integración              | Plataformas | Posición    | Comentarios |
| ----- | ------------------ | ------------------------ | ------------- | ------------------------ | ----------- | ----------- | ----------- |
| HSP   | Hospital São Paulo | 28 de septiembre de 2018 | No confirmada | Bilhete Único de SPTrans | Laterales   | Subterránea | Funcionando |